# Тальталь (река)
Тальта́ль (исп. Quebrada de Taltal) — временный водоток на севере Чили в области Антофагаста. В верхнем течении имеет название Чако (исп. Río Chaco). Площадь дренируемой территории составляет 5853 км². Река течёт в западном направлении и впадает в Тихий океан в городе Тальталь.

## Описание
Бассейн водотока лежит между параллелями 25°3′ и 25°39′ и меридианами 69° и 70°30′, на севере граничит с бассейнами временных водотоков Санта-Лусия и Сан-Рамон, на юге — Сифунчо, Ла-Качина и северной частью бассейна Пан-де-Асукар, на востоке — с солончаками Пунта-Негра, Пахоналес и Агуа-Амарга.
Поверхностные воды в долине Тальталь отсутствуют, за исключением родников в вершинах оврагов-притоков.
Периодически в русле реки возникают водно-грязевые потоки, вызываемые дождями в предгорьях Анд. Расход воды в таких случаях может достигать 200 м³/с.

## Этимология
По существующим версиям, название происходит либо от мапучийского thalthal — «птица» (из-за изобилия чаек), либо местного, атакамского, происхождения со значением «спуск».

## Хозяйственное освоение
В бассейне Тальталь распространены медные руды, для добычи которых были построены ныне не действующие шахты. В устье располагается город Тальталь.

## Флора
Растительный покров беден из-за засушливого климата. Только в прибрежной полосе Тихого океана, куда влага приносится туманами, произрастает значительное число видов суккулентов родов Цереус, Опунция, Eulychnia, Кислица, Adesmia, Calandrinia и Cristaria.